# مايك هوبكينز
مايك هوبكينز (1970 في الولايات المتحدة - ) (بالإنجليزية: Mike Hopkins)‏ هو مدرب كرة سلة ولاعب كرة سلة أمريكي في مركز مدافع مسدد الهدف. لعب مع Syracuse Orange ‏.

## وصلات خارجية
- مايك هوبكينز على موقع كلية كرة السلة في سبورتس رفرنس.كوم (الإنجليزية)
- مايك هوبكينز على موقع كلية كرة السلة في سبورتس رفرنس.كوم (الإنجليزية)